# Ronald Henry Lambert Disney
Ronald Henry Lambert Disney, född 1938, är en brittisk entomolog verksam på zoologiska avdelningen vid Universitetet i Cambridge.
Auktorsnamnet R.H.L. Disney kan användas för Ronald Henry Lambert Disney i samband med ett vetenskapligt namn inom zoologin; se Wikipedia-artiklar som länkar till auktorsnamnet.
|  | Wikispecies har information om Ronald Henry Lambert Disney. |